# Мат Бъзби
Сър Александър Матю Бъзби (на английски: Sir Alexander Matthew Busby, известен повече като Мат Бъзби (на английски: Matt Busby е шотландски футболист и футболен треньор, лауреат на Ордена на Британската империя, най-известен като футболен мениджър на английския футболен клуб Манчестър Юнайтед (1945 – 1969 и 1970 – 1971).
Мат Бъзби е начело на Манчестър Юнайтед в 985 мача, като единствено Сър Алекс Фъргюсън е бил начело на отбора в повече мачове. 